# Henrik Ibsen
Henrik Johan Ibsen (Skien, 1828. március 20. – Kristiania, 1906. május 23.) norvég drámaíró, színházi rendező, költő. Gyakran utalnak rá a „modern dráma” atyjaként és mint a modernizmus egyik színházi megalapozójaként.
Darabjait saját korában gyakran botrányosnak tartották, amikor a viktoriánus családi élet, szokások és erkölcs uralták Európát. Ibsen munkái a külsőségek mögött rejlő valóságot vizsgálta. Felfedező természete, kritikus szemlélete, az élet körülményeinek és erkölcsi problémáinak fürkészése számos kortársát zavarba ejtette.
A magyar nyelvterületen a legtöbbet játszott külföldi szerzők egyike. A Színházi adattárban rögzített bemutatóinak száma: 102.

## Élete és művei
Gyermekkorában patikussegédként dolgozott, később a kristianiai (ma: Oslo) színházban vállalt állást. Pályáját versekkel kezdte. Til Ungarn c. versét az 1848–49-es forradalom és szabadságharcról írta. Első darabja, a Catilina is ebben az évben készül el. Következő darabjai: Norma (1851); Olaf Liljekrans (1854), A solhaugi ünnep (Gildet paa Solhaug, 1856); Östraati Inger asszony (Fru Inger til Østeraad, 1858) nem igazán sikerültek. A Helgelandi harcosok (Hærmændene paa Helgeland, 1858) és a talán legszemélyesebb drámának tekinthető Trónkövetelők (Kongs-Enmerne, 1863) már kétségtelen tehetségről árulkodnak. A szerelem komédiája (Kjærlighedens Komedie, 1862), korai korszakának egyetlen realista beütésű darabja csúnyán megbukott.
Ibsen 1865-ben otthagyta Norvégiát, és Rómába utazott, ahol 1866-ban megszületett első nagy darabja, a Brand. A nagy sikertől fellelkesülve Ibsen 1867-ben újabb verses drámát írt (dán nyelven), a szintén világhírűvé lett Peer Gyntöt. 1873-ban írta utolsó nagy messianiszikus alapállású művét, a tízfelvonásos A császár és galileait (Kejser og Galilæer), Flavius Iulianus római császár életéről, amelyet főművének tartott. Ezután realisztikus környezetbe helyezett, prózában írt, társadalmi kérdéseket is feszegető darabokat írt: A társadalom támaszai (Samfundets stötter, 1877), Babaház (Nóra címen is ismert, eredeti: Et dukkehjem, 1879), Kísértetek (Gengangere, 1881). A Babaház című darabot 1883. december 7-én Helena Modrzejewska rendezésében mutatták be Amerikában Louisville-ben a Macauley's Theatre-ban.
Ezek a darabok tették igazán elismert íróvá. A Kísértetek fogadtatásán felbőszülve írta meg A hazaárulót (En folkefiende, 1882) amelyben az erősen önéletrajzi ihletésű főhős mellett állt ki; ennek a darabnak részben "ellenpontozása" A vadkacsa (Vildanden, 1884), amelyben a szintén rá hasonlító Gregerset kegyetlenül kigúnyolta. Ibsen természetének egyébként is jellemzője volt az efféle kettősség: többnyire "megbüntette" önmagát a kilengésekért. Másfelől Ibsen nemcsak az idealista, fellegjáró Gregerset, hanem a földhözragadt, ostoba Ginát és a lusta Hjalmart is ledorongolta. A Vadkacsát Gregers szatirikus beállítása miatt Ibsen korábbi társadalomjavító eszméi megtagadásának szokták nevezni, de Gregers inkább csak karikatúrája a korábbi nagy Ibsen-hősöknek: Brandnak, Stockmann doktornak ("A hazaáruló" főhősének), Iulianus római császárnak. Ezzel együtt a Vadkacsa a kései önéletrajzi ihletésű művek közül az első, amelyet a Rosmersholm (1886), A sellő (Fruen fra havet, 1888) és a Hedda Gabler (1890) követett.
1891-ben hazatért Norvégiába. Ezután írt darabjaiban közvetlenül önmagával foglalkozott: Solness építőmester (Bygmester Solness, 1892); Kis Eyolf (Lille Eyolf, 1894); John Gabriel Borkman (1896); Ha mi, halottak, feltámadunk (Når vi døde vågner, 1899). 1900 márciusában szélütés érte, amiből már haláláig nem épült fel. Sok más hírességhez hasonlóan a Vår Frelsers-temetőben helyezték örök nyugalomra.

### Hatása
Ibsent elsősorban az 1875 utáni darabjairól ismerték. Az a hamis kép alakult ki róla, mintha eszmék támogatása érdekében írta volna darabjait. A hamis kép kialakításáért nagyon sokat tett angol fordítója, William Archer és George Bernard Shaw ír író, aki tanulmánykötetet (The Quintessence of Ibsenism) is írt róla, valamint Henry Louis Mencken közgazdász, aki szintén írt egy Ibsen-könyvet. Ibsen a századfordulón nagy hatással volt több drámaíróra is: Gerhart Hauptmannra, George Bernard Shaw-ra, Frank Wedekindre, Leonyid Andrejevre. Ezután azonban csökkent a népszerűsége: Bertolt Brecht a Kis organonban – leplezetten, de – megtámadta Ibsent, mondván, hogy a néző idegeivel játszik, így éri el a hatást. Meglehetősen elítélően nyilatkozott róla William Butler Yeats is.

## Magyarul

### 1919-ig
- Nóra. Színmű; ford. Reviczky Gyula; Gross, Győr, 1892 (Egyetemes könyvtár)
- A vadkacsa. Színmű; ford. Gerő Attila; Vass, Budapest, 1898 (Fővárosi színházak műsora)
- A népgyűlölő. Színmű; ford. Vikár Béla; Lampel, Bp., 1898 (Magyar könyvtár)
- John Gabriel Borkman. Színmű; ford. Jászai Mari; Vass, Bp., 1898 (Fővárosi színházak műsora)
- Kísértetek. Színmű; ford. Rudnyánszky Gyula; Vass, Bp., 1898 (Fővárosi színházak műsora)
- A társadalom támaszai. Színmű; ford. Lázár Béla; Lampel, Bp., 1899 (Magyar könyvtár)
- Nóra. Színmű; ford. Szász Zsombor; Lampel, Bp., 1909
- Rosmersholm. Színmű; ford. Balogh Vilma; Politzer, Bp., 1910 (Modern könyvtár)
- A tenger asszonya. Színmű; ford. Forbáth Sándor; Lampel, Bp., 1910 (Magyar könyvtár)
- Rosmersholm. Dráma; ford. Oláh Gábor; Városi Ny., Debrecen, 1910
- A vadkacsa. Színmű; ford. Mikes Lajos; Lampel, Bp., 1911 (Magyar könyvtár)
- Hedda Gabler. Négyfelvonásos színmű; ford. Telekes Béla; Athenaeum, Bp., 1912 (Modern könyvtár. Külföldi színművek)
- Solness építőmester. Színmű; ford. Ábrányi Emil; Lampel, Bp., 1912 (Magyar könyvtár)
- A trónkövetelők. Történelmi dráma; ford. Puskás Endre; Athenaeum, Bp., 1913 (Modern könyvtár)
- Ha mi holtak felébredünk. Drámai epilógus; ford. Görögné Beke Margit; Lampel, Bp., 1913 (Magyar könyvtár)
- Rosmersholm. Színmű; ford. Ambrus Zoltán; Lampel, Bp., 1916 (Magyar könyvtár)
- Peer Gynt. Drámai költemény; ford. Patthy Károly; Nyugat, Bp., 1918

### 1920–1944
- Peer Gynt. Henrik Ibsen drámai költeménye; ford. Sebestyén Károly; Lampel, Bp., 1921 (Magyar könyvtár)
- A császár és a Galiléus. Világtörténelmi színmű; ford., bev. Puskás Endre; Athenaeum, Bp., 1921 (Henrik Ibsen összes színművei)
- Henrik Ibsen levelei; Julius Elias és Haldvan Koht nyomán vál., ford. G. Beke Margit; Fővárosi, Bp., 1923 (Documenta humana)
- Kísértetek. Családi dráma / Solness építőmester. Színmű / Ha mi holtak feltámadunk. Drámai epilógus; ford. Hajdu Henrik, bev. Benedek Marcell; Athenaeum, Bp., 1924 (Henrik Ibsen összes színművei)
- A fiatalok szövetsége. Vígjáték / Babaotthon. Színmű / A tenger asszonya. Színmű; ford., bev. Puskás Endre; Athenaeum, Bp., 1924 (Henrik Ibsen összes színművei)
- A társadalom támaszai / Rosmersholm / Hedda Gabler; ford., bev. Puskás Endre; Athenaeum, Bp., 1926 (Henrik Ibsen összes színművei)
- Brand. Drámai költemény / Peer Gynt. Drámai költemény; ford. Hajdu Henrik, Patthy Károly; Athenaeum, Bp., 1929 (Henrik Ibsen összes színművei)
- Östraati Inger asszony / A vadkacsa / Borkman John Gabriel; ford., bev. Hajdu Henrik; Athenaeum, Bp., 1928 (Henrik Ibsen összes színművei)
- Peer Gynt. Drámai költemény; ford. Áprily Lajos; Nemzeti Színház, Bp., 1940
- Nóra; ford. Marchis György; Új Európa, Bp., 1944

### 1945–
- Henrik Ibsen válogatott drámái, 1–2.; ford. Áprily Lajos, Hajdu Henrik, Németh László, vál., bev., jegyz. Dániel Anna; Európa, Bp., 1957 (A világirodalom klasszikusai)
- Nóra. Dráma; ford. Németh László, utószó Dániel Anna; Európa, Bp., 1957 (Világirodalmi kiskönyvtár)
- Terje Vigen. Elbeszélő költemény; ford., utószó Hajdu Henrik; Magyar Helikon, Bp., 1958
- Peer Gynt; ford. Hajdu Henrik, bev. Hegedüs Géza; Magvető, Bp., 1961
- Henrik Ibsen színművei, 1–2.; ford., jegyz. Hajdu Henrik, utószó Almási Miklós; Magyar Helikon–Európa, Bp., 1966 (Helikon klasszikusok)
- A tenger vonzása. Színmű öt felvonásban; ford. Gáli József; Magyar Helikon, Bp., 1978
- A vadkacsa. Színmű öt felvonásban; ford. Bart István; Európa, Bp., 1981
- Hedda Gabler. Színmű négy felvonásban; ford. G. Beke Margit; Európa, Bp., 1984
- Babaház (Nóra) / A vadkacsa; ford., szerk., jegyz. képvál. Kúnos László; PannonKlett, Bp., 1997 (Matúra Klasszikusok)